# Rüdenhausen
Rüdenhausen – gmina targowa w Niemczech, w kraju związkowym Bawaria, w rejencji Dolna Frankonia, w regionie Würzburg, w powiecie Kitzingen, wchodzi w skład wspólnoty administracyjnej Wiesentheid. Gminę zamieszkuje 810 osób (31 grudnia 2011).

## Historia
Pierwsza wzmianka o miejscowości pochodzi z roku 892, była wtedy jednym z majątków klasztoru benedyktynów Münsterschwarzach. W XIII wieku w miejscowości rezydowały trzy różne rody szlacheckie jako lennicy hrabiów zu Castell. Rüdenhausen posiadało wtedy trzy zamki: tzw. Zamek Stary, zamek koło kościoła i zamek wodny.
Po wymarciu lenników miejscowość stała się rezydencją hrabiów Castell, którzy od 1555 do dziś zamieszkują zamek wodny. W roku 1597 hrabstwo Castell zostało podzielone na dwa odrębne państewka, Castell-Castell i Castell-Rüdenhausen, i miejscowość stała się "stolicą" drugiego z nich. Od mediatyzacji w 1806 należy do Bawarii.

## Zabytki
- zamek książęcy z XIII wieku, gotyk, barok i eklektyzm (ostatnia przebudowa w 1905)
- cmentarz rodzinny Castellów, w parku tzw. Nowego Zamku (rozebranego 1973)
- barokowy kościół ewangelicki pw. św. Piotra i Pawła (St. Peter und paul) zbudowany w latach 1708–1712, z wieloma ciekawymi epitafiami Castellów
- budynek dawnego sądu, barok, 1662
- ratusz (konstrukcja z muru pruskiego), dawna administracja dóbr książęcych (1817)

## Transport
Gminę przecina droga krajowa B286, na jej terenie znajduje się również autostrada A3 z jednym zjazdem (75 - Schweinfurt/Wiesentheid).

## Demografia
| Rok  | Liczba mieszk. |
| ---- | -------------- |
| 1970 | 676            |
| 1987 | 688            |
| 2000 | 804            |